# Neuhof an der Zenn
Neuhof an der Zenn, Neuhof a.d. Zenn – gmina targowa w Niemczech, w kraju związkowym Bawaria, w rejencji Środkowa Frankonia, w regionie Westmittelfranken, w powiecie Neustadt an der Aisch-Bad Windsheim, siedziba wspólnoty administracyjnej Neuhof an der Zenn. Leży około 15 km na południe od Neustadt an der Aisch, nad rzeką Zenn.

## Dzielnice
W skład gminy wchodzą następujące dzielnice: 
| - Neuhof a.d.Zenn - Adelsdorf - Dietrichshof - Eichenmühle - Hirschneuses | - Neukatterbach - Neuselingsbach - Neuziegenrück - Oberfeldbrecht - Rothenhof | - Straußmühle - Unterfeldbrecht - Vockenroth - Ziegelhütte |

## Polityka
Rada gminy składa się z 14 członków:
|      | CSU/Wolna Lista | SPD | Razem     |
| 2002 | 13              | 1   | 14 miejsc |